# تقانة مالية
التقانة المالية (بالإنجليزية: Fintech، وهو لفظ منحوت لكلمتي Financial Tech) هي التقانة والابتكارات التي تسعى لمنافسة الأساليب المالية التقليدية عند تقديم الخدمات المالية.   وحيث تعتبر صناعة ناشئة تستخدم التقانة لتحسين الأنشطة في مجال التمويل. وكمثال عن هذه التقانة يمكن الإشارة إلى استخدام الهواتف الذكية في الخدمات المصرفية أو ما يعرف بالبنوك الخلوية، وكذلك خدمات الاستثمار عبر الهاتف المحمول  ، والعملات الرقمية المشفرة، والتي تهدف إلى جعل الخدمات المالية في متناول الجمهور العام. تتألف شركات التقانة المالية من مشاريع ناشئة ومؤسسات مالية وشركات تقنية راسخة تهدف لتعزيز استخدام الخدمات المالية التي تقدمها الشركات المالية الحالية، أو أن تحل محلها. تقوم العديد من المؤسسات المالية الحالية بتطبيق حلول وتقنيات التقانة المالية من أجل تحسين وتطوير خدماتها، وتحسين موقعها التنافسي. وبمنظور موسع، فإن التقانة المالية يمكن تعريفها بتطبيق واستخدام التقانة الحديثة في القطاع المالي.

## المجالات الرئيسية
استخدمت التقانة المالية في عمليات أتمتة التأمين، التجارة والتداول، منع الغش،"«المركزي» يخرج أول فكرة تمنع تزوير الشيكات". الرأي. مؤرشف من الأصل في 2020-09-11. اطلع عليه بتاريخ 2019-02-03. وإدارة المخاطر.  حيث يعرض العديد من مزودي الخدمات المستقلين هذه التقانة بما فيهم شركة تأمين واحدة مرخصة على الأقل. يمكن النفاذ من خلال واجهة برمجة التطبيقات المفتوحة والخدمات المصرفية المفتوحة وبدعم من اللوائح التنظيمية والتشريعات مثل توجيه خدمات الدفع الأوروبية.
عند التداول في الأسواق المالية، تعمل منصات التداول الإلكترونية المبتكرة على تسهيل التداول من خلال الإنترنت بشكل فوري. تتيح شبكات التداول الاجتماعي للمستثمرين مراقبة السلوك التجاري لأقرانهم والمتداولين الخبراء ومتابعة استراتيجياتهم الاستثمارية في سوق صرف العملات والأسواق المالية. تتطلب تلك المنصات معرفة قليلة أو معدومة حول الأسواق المالية، وقد وصفت بأنها أدوات سلبية نسبيًا لأنها توفر «بديلًا منخفض التكلفة ومتطورًا لمديري الثروة التقليديين» من قبل المنتدى الاقتصادي العالمي.
يعرف المستشارين-الآليين بأنهم مستشارين ماليين مؤتمتي النشاط يقدمون المشورة المالية أو إدارة الاستثمارات عبر الإنترنت مع تدخل بشري معتدل بالحد الأدنى.  كما يقدمون نصائح مالية رقمية تستند إلى قواعد رياضية أو خوارزميات، وبالتالي يمكن أن يكونوا بديلاً منخفض التكلفة مقارنة بالمستشارين من البشر.
ارتفع الاستثمار العالمي في التقانة المالية بواقع ضخم تجاوز 2200٪ بالمائة، لينتقل من 930 مليون دولار أمريكي في عام 2008 إلى أكثر من 22 مليار دولار في عام 2015.  وشهدت الصناعة الوليدة للتقانة المالية في لندن نمواً سريعاً خلال السنوات القليلة الماضية، بحسب بيانات صادرة عن مكتب عمدة لندن. حيث أن 40٪ من القوة العاملة في مدينة لندن قد دخلت في صناعة الخدمات المالية والتقنية.
أما في أوروبا، فقد تم استثمار 1.5 مليار دولار في شركات التقانة المالية عام 2014، وحصلت الشركات التي تتخذ من لندن مقراً لها على 539 مليون دولار، وشركات مقرها أمستردام ما قيمته 306 مليون دولار، مقابل 266 مليون دولار كاستثمارات لشركات في ستوكهولم  لتكون بذلك هذه المدينة، كثاني أكبر مدينة، بعد لندن، ممولة في أوروبا خلال السنوات العشر الماضية.
ويشهد قطاع التقانة المالية نموًا متسارعًا على الصعيد العالمي، فقد نجح في جذب 1824 صفقة استثمارية بقيمة 14,2 مليار دولار أمريكي من استثمارات رأس المال المخاطر في عام 2017، وذلك بحسب تقرير منظومة التقانة المالية في البحرين لعام 2018.
من جهة ثانية، وصل عدد صفقات التقانة المالية الأوروبية إلى أعلى مستوى في خمسة أرباع، حيث ارتفعت من 37 في الربع الرابع من عام 2015 إلى 47 في الربع الأول لعام 2016.  لقد بدأت ليتوانيا تصبح مركزًا رئيسيًا لأوروبا الشمالية فيما يرتبط بشركات التقانة المالية منذ خروج بريطانيا من الاتحاد الأوروبي. وفقًا للإحصاءات، فقد أصدرت ليتوانيا 51 ترخيصًا لشركات التقنيات المالية منذ عام 2016، بما في ذلك 32 ترخيصًا من العام الماضي.
في منطقة آسيا والمحيط الهادئ، يتكلل النمو الحاصل بافتتاح مركز جديد للتقانة المالية في سيدني، في أبريل 2015. وفقا لشركة المحاسبة كيه بي إم جي. وقد شكل قطاع الخدمات المالية في سيدني عام 2017 ما نسبته 9 في المائة من إجمالي الناتج المحلي وبذلك يكون أكبر من قطاع الخدمات المالية في هونج كونج أو سنغافورة. ، فيما أطلق مختبر لتجارب التقانة المالية في هونغ كونغ في عام 2015. وأطلقت هيئة النقد السنغافورية مبادرة باسم Fintech و Information Group للاستفادة من الشركات الناشئة من جميع أنحاء العالم. كما تعهدت بإنفاق 225 مليون دولار في قطاع تقانة المعلومات على مدى السنوات الخمس المقبلة.

## نماذج الإيرادات
تعتمد شركات التكنولوجيا المالية على مجموعة متنوعة من نماذج الإيرادات، وغالبًا ما تدمج عدة مصادر دخل لتحسين الربحية وضمان الاستدامة ضمن بيئة تنافسية متجددة.
رسوم المعاملات تشكل مصدرًا أساسيًا للإيرادات للعديد من شركات التكنولوجيا المالية، لا سيما معالجات الدفع وبورصات العملات المشفرة. عادةً ما تقوم هذه الشركات بتحصيل نسبة مئوية من كل معاملة تتم معالجتها. وقد وسعت بعض الشركات هذا النموذج ليشمل رسومًا إضافية مقابل خدمات ذات قيمة مضافة، مثل الدفع الفوري، وذلك لتلبية احتياجات التجار الذين يتطلبون وصولًا فوريًا إلى الأموال. كما تمثل رسوم التبادل مصدرًا هامًا آخر للإيرادات، خاصةً بالنسبة للشركات التي تصدر بطاقات الدفع.

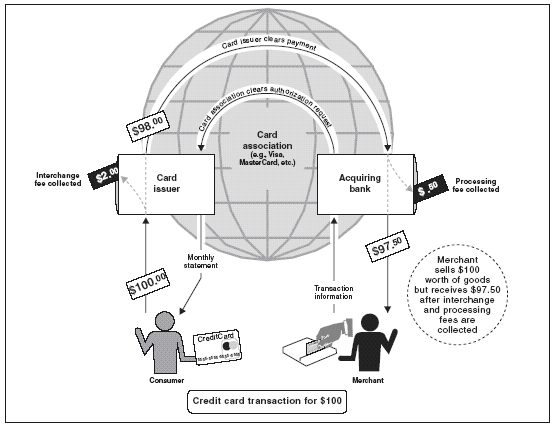
صورة تقرير مكتب المحاسبة العامة توضح رسوم التبادل

نماذج الاشتراك والخدمات المجانية تتيح للشركات تقديم خدمات أساسية بدون تكلفة، مع فرض رسوم على الميزات المتقدمة أو الخطط المميزة. يُعد هذا النهج شائعًا بين البنوك الرقمية ومنصات الإدارة المالية. في قطاع الأعمال إلى الأعمال (B2B)، يسود نموذج التسعير القائم على الاستخدام، خصوصًا فيما يتعلق بخدمات واجهات برمجة التطبيقات (API). غالبًا ما يفرض مزودو البنية التحتية في مجال التكنولوجيا المالية رسومًا تعتمد على حجم مكالمات واجهات البرمجة أو المعاملات التي تتم معالجتها، مما يمكّن الشركات الأخرى من الوصول إلى الخدمات المالية المتخصصة دون الحاجة إلى تطويرها داخليًا.
تشكل الإيرادات القائمة على الفائدة أهمية بالغة بالنسبة للعديد من شركات التكنولوجيا المالية، وخاصة في قطاعي البنوك والإقراض. عادة ما تكسب البنوك الرقمية ومنصات الاستثمار فائدة على ودائع العملاء وأرصدة النقد. غالبًا ما تجمع منصات الإقراض بين إيرادات الفائدة ومبيعات القروض، وتبيع أجزاء من محافظ قروضها لمؤسسات أو مستثمرين آخرين. 
تواجه نماذج الإيرادات القائمة على البيانات، رغم ربحيتها، تدقيقًا وتنظيمًا متزايدين. تشارك بعض الشركات في استثمار البيانات من خلال بيع بيانات المستخدمين المجمعة أو المجهولة المصدر لأطراف ثالثة. ومع ذلك، أثارت هذه الممارسات مخاوف بشأن الخصوصية وتحديات تنظيمية كبيرة.  أما النهج الأقل إثارة للجدل فيعتمد على استغلال بيانات المستخدم للإعلان الموجه وتوليد العملاء المحتملين، حيث تحقق الشركات إيرادات من خلال توصيات المنتجات ورسوم الإحالة، مع تقديم خدمات مجانية للمستخدمين.
وتشغل بعض نماذج الإيرادات، مثل نموذج الدفع مقابل تدفق الطلبات (PFOF) الذي تستخدمه بعض شركات الوساطة، منطقة رمادية من الناحية التنظيمية. ففي حين يسمح هذا النموذج بتقديم التداول بدون عمولات، مما قد يعود بالفائدة على المستثمرين الأفراد، إلا أنه تعرض للتدقيق بسبب المخاوف المتعلقة بتضارب المصالح وضرورة الالتزام بأفضل ممارسات التنفيذ.

## التحديات والحلول
بالإضافة إلى حالة المنافسة المستمرة، غالباً ما تواجه شركات التقانة المالية شكوكاً تثيرها الجهات التنظيمية المالية مثل إصدار البنوك والحكومات.
يعتبر أمن البيانات من القضايا البارزة التي تشغل بال المنظمون  بسبب التهديدات المحتملة بالقرصنة بالإضافة إلى الحاجة إلى حماية البيانات المالية الحساسة الخاصة بالمستهلك والشركات. وتتجه الشركات العالمية الرائدة في مجال التقانة المالية نحو تقنيات الحوسبة السحابية بشكل استباقي بهدف تلبية متطلبات الامتثال الصارمة والمتزايدة يوميًا.
في الولايات المتحدة، توفر لجنة التجارة الفيدرالية موارد مجانية للشركات من جميع الأحجام تساعدها في التزاماتها القانونية فيما يتعلق بحماية البيانات الحساسة. تقترح العديد من المبادرات الخاصة استعمال نظام متعدد الطبقات الدفاعية، للمساهمة في عزل وتأمين البيانات المالية.
أي خرق للبيانات، مهما كان حجمه، قد يؤدي إلى مسؤولية مباشرة على الشركة، وإلى الإضرار بسمعتها، لا سيما في قطاع التقانة المالية.
يعتبر القطاع المالي عبر الإنترنت هدفًا متزايدًا لهجمات الابتزازمن خلال أساليب الحرمان من الخدمة الموزعة. ويواجه هذا التحدي الأمني أيضًا المؤسسات المصرفية التقليدية التي تقدم خدمات عبر الإنترنت.

## التعريف
بعد مراجعة أكثر من 200 ورقة علمية أُشير فيها إلى مصطلح «التقانة المالية»، خلصت دراسة حول تعريف المصطلح إلى أن «التقانة المالية هي مجال ناشئ في الإدارة المالية يستخدم التقانة لتحسين الإجراءات المالية». التقانة المالية: هي التطبيقات والعمليات والمنتجات ونماذج الأعمال المُستحدثة في مجال الخدمات المالية، والتي تتألف من خدمة أو أكثر من الخدمات المالية المكملة التي  تُقدَّم كُليًا عبر الإنترنت. يمكن اعتبار التقانة المالية أيضًا «أي أفكار إبداعية تعمل على تحسين عمليات الخدمات المالية من خلال تقديم حلول تقانة تتناسب مع ظروف العمل المختلفة، شريطة أن تؤدي هذه الأفكار إلى تطوير نماذج أعمال جديدة أو إنشاء كيانات أعمال جديدة».

## الجوائز وشهادات التقدير
وضعت مجلة فوربز المالية لائحةً بروّاد التغيير في مجال التقانة المالية لتضمهم في قائمة فوربز 2019 العالمية «فاينتك 50». هناك مجموعة في أوروبا تحمل اسم «فاينتِك 50» تهدف لتقدير الشركات الأكثر إبداعاً في مجال التقانة المالية.
قارَن تقريرٌ نُشر في فبراير 2016 من قبل إي واي (EY) بتفويض من الخزينة البريطانية بين سبعة مراكز رائدة في التقانة المالية وهي: المملكة المتحدة وكاليفورنيا ومدينة نيويورك وسنغافورة وألمانيا وأستراليا وهونغ كونغ، وقد وُضعت كاليفورنيا في أعلى الترتيب من حيث كل من «الموهبة» و«رأس المال» في حين كانت المملكة المتحدة الأولى من حيث «السياسات الحكومية» ومدينة نيويورك الأولى من حيث «الطلب».

## التطلعات
تُعتبر المالية إحدى المجالات الأكثر عرضةً للتغيير من قبل عالم البرمجيات لأن الخدمات المالية -كما في مجال النشر- مكونة من معلومات لا من منتجات ملموسة. لدى سلاسل الكتل بشكلٍ خاص القدرة على خفض كلفة عقد الصفقات التجارية في نظامٍ مالي ما. بينما حمت القوننة القطاع المالي حتى الآن وأدت إلى تلاشي أثر انفجار فقاعة الدوت كوم من غير حدوث اضطرابات مفاجئة كبيرة، تُفكك موجةٌ جديدة من الشركات الناشئة البنوكَ العالمية بشكلٍ تدريجي. ولكنّ فرضَ مرسوم سرية البنوك وقوانين تنظيم التبادلات النقدية بشكل صارم يمثل خطراً قائماً يهدد شركات التقانة المالية. واستجابةً لهذا قدم صندوق النقد الدولي والبنك الدولي بالتشارك أجندةَ بالي التكنومالية في 11 أكتوبر، 2018 والتي تتكون من 12 نقطة سياسية تشكل موجزاً توجيهياً لحكومات مختلفة ومؤسسات بنكية مركزية لتبني وتطبيق «تطورات سريعة في التقانة المالية».
تقيم جمعية رؤوس الأموال المخاطرة في نيويورك (إن واي سي في إيه) مؤتمراتٍ سنوية لتثقيف المهتمين بتعلم المزيد عن التقانة المالية. كانت التقانة المالية في عام 2018 فقط وراء أكثر من 1700 صفقة تُقدر بأكثر من 40 مليار دولار.